# Feria de San Agustín
La Real Feria y Fiestas de San Agustín, Feria de San Agustín o, simplemente, Feria de Linares es la fiesta más importante de Linares que se celebra entre los días 27 de agosto al 1 de septiembre desde agosto de 1734 en Linares (Jaén) España.
En ella se puede disfrutar de una amplia oferta de ocio, desde conciertos de música hasta corridas de toros.
Algunos de los grupos que han visitado la ciudad han sido Melendi, Mägo de Oz, Joaquín Sabina, Héroes del Silencio, Alejandro Sanz, No me pises que llevo chanclas, David Bisbal, El canto del loco, Barricada, Danza Invisible, Ska-p, La Oreja de Van Gogh, El Último de la Fila, Miguel Bosé y Manolo García, entre otros. 
El recinto ferial acoge multitud de casetas abiertas a todos los visitantes en las que se puede bailar sevillanas y otros bailes típicos, además de disponer de atracciones de feria tanto para adultos como para los más pequeños.
Las corridas de toros y rejones celebrados durante las fiestas se consideraban de una calidad excepcional, teniendo en cartel toreros de renombre nacional, como José Tomás. El 28 de agosto de 1947, Manolete fue corneado por el miura Islero, en la primera corrida de la feria de ese año, en que compartía cartel con Luis Miguel Dominguín y Gitanillo de Triana. Atendido en la enfermería de la plaza, fue trasladado al Hospital de los Marqueses de Linares, donde falleció. A pesar de la fama e importancia de las corridas de la feria, en los últimos años, debido a la situación económica, se ha reducido el número de festejos y la importancia de las figuras que en ellos participan.
- Datos: Q5858842